# Ciabatta

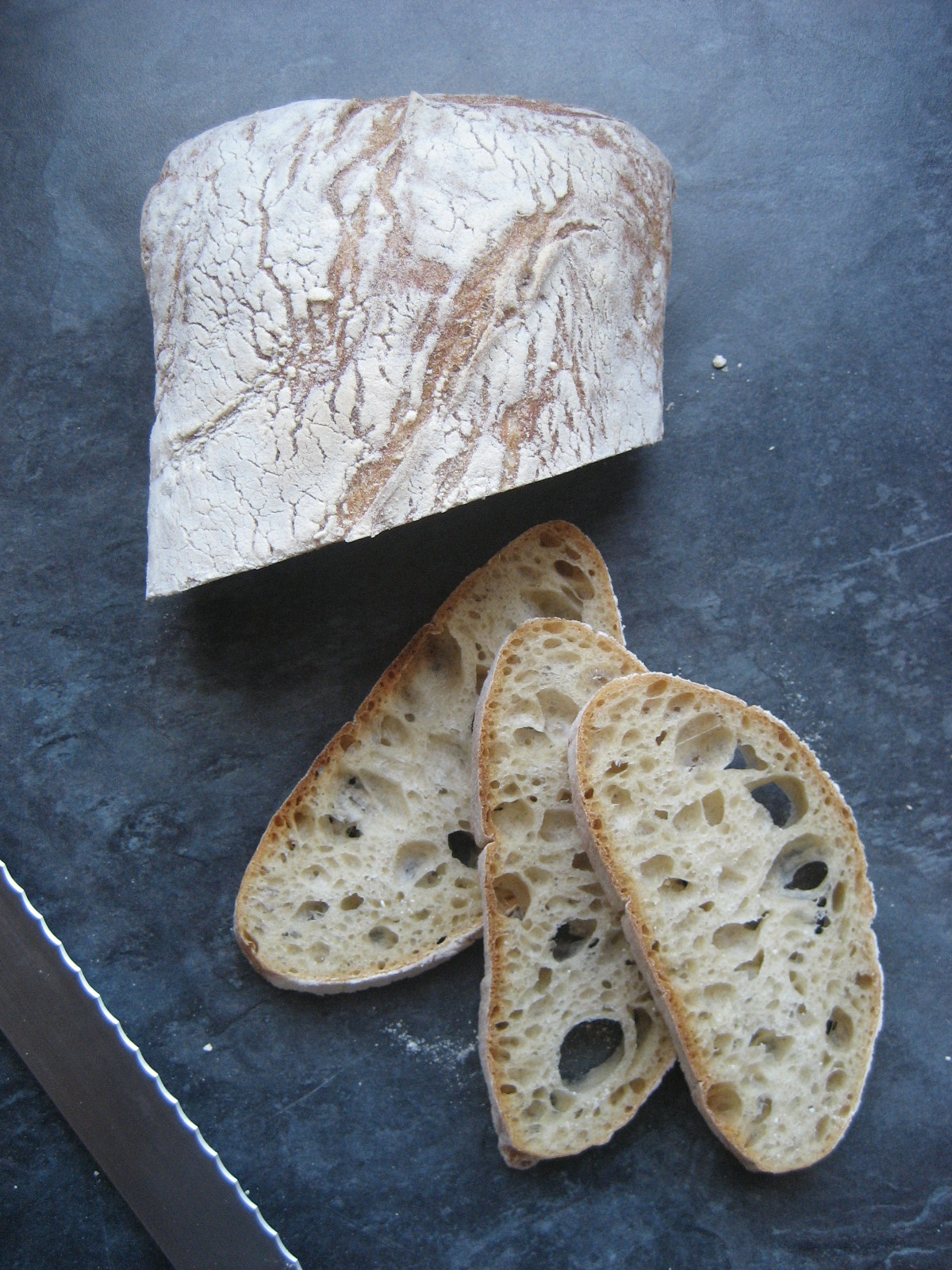
Ciabatta con su característico y abundante alveolado.

La ciabatta, traducido al español como chapata o chabata, es un pan italiano clásico con un alto contenido líquido, al menos el 70% del peso total de la harina, generalmente sin lípidos pero se le puede añadir aceite de oliva, reconocible por el gran panal de la miga y la corteza generalmente crujiente. Este es uno de los panes más duros y crujientes debido a su corteza.
El proceso de este pan fue desarrollado en Adria (en la provincia de Rovigo, en la región del 
Veneto) por Arnaldo Cavallari, en 1982, junto con el ya conocido panadero Francesco Favaron. En el mismo año, Cavallari la registró como marca con el nombre de "Ciabatta Italia".
En aquella época Italia importaba muchas baguettes de Francia, especialmente para hacer bocadillos. Viendo que su negocio estaba amenazado, Cavallari decidió crear un pan parecido al baguette francés.
La masa se compone principalmente de biga, prefermento al que luego se agrega una cantidad adicional de harina durante la fase de amasado. De hecho, a pesar de que la ciabatta goza de una amplia aceptación en el mercado global, la diferencia básica con una ciabatta hecha en Italia radica en la utilización de la biga (un prefermento italiano) como elemento clave que le aportará sabor y aroma al pan.

## Características
Se trata de un pan elaborado al horno y que tiene una capa crujiente por su exterior, posee además una miga muy alveolada, producto de la alta hidratación de la masa. Estas características lo hacen idóneo para la elaboración de bocadillos con diferentes rodajas de embutidos, etc.

## Derivados
A su vez, existe la llamada "chapata española", la cual lleva el mismo procedimiento que la ciabatta italiana, pero esta no lleva biga prefermentada, sino que en su lugar lleva 10% de masa de sémola.